# KAFF (UKW-Sender)
Koordinaten: 34° 58′ 7″ N, 111° 30′ 24″ W
KAFF oder KAFF-FM (Branding: „93 (Kaff) Country“) ist ein US-amerikanischer Countrymusik-Hörfunksender aus Flagstaff im US-Bundesstaat Arizona. KAFF-FM sendet auf der UKW-Frequenz 92,9 MHz. Eigentümer und Betreiber ist die Guyann Corporation.

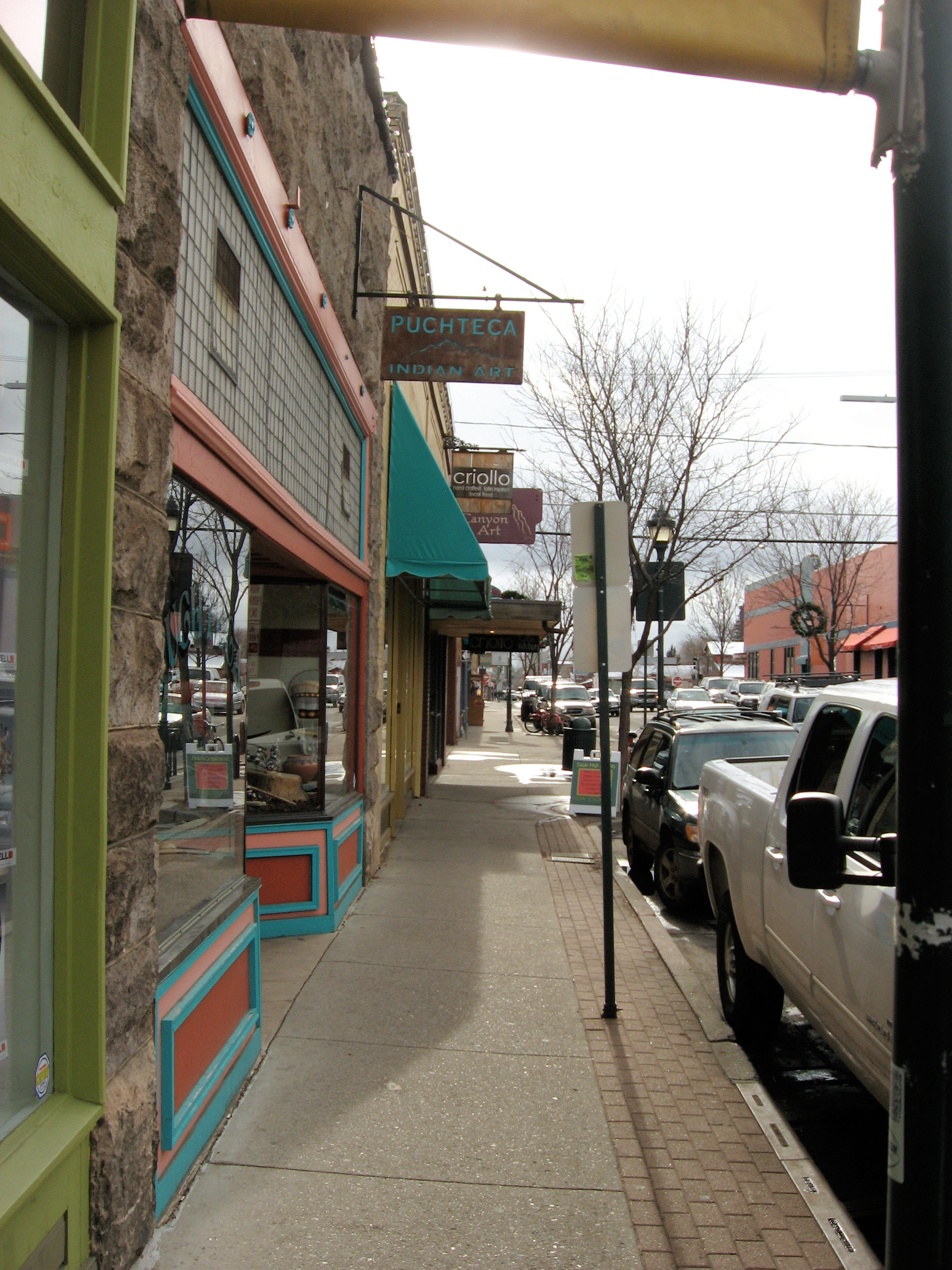
Downtown Flagstaff, Arizona